# 許棠
許棠（？—？），字文化，宣州涇縣人，唐代詩人。

## 生平
科舉應試二十餘次，歷三十餘年，他的同鄉汪遵出身小吏，比他更早進士及第。咸通十一年，由李頻薦赴京兆府試。咸通十二年（871年）中進士，一经得第，往日的疲乏一扫而空，顿感筋骨轻健，有如少年郎。歷官涇縣縣尉、江寧縣丞。工詩文，個性孤僻，少與人和善。因作〈過洞庭湖〉詩聞名，云：“驚波常不定，半日鬢堪斑。四顧疑無地，中流忽有山。”膾炙人口，人稱許洞庭。中和二年（882年）尚在世。